# Нагорья Центральной Шри-Ланки
Нагорья Центральной Шри-Ланки — горные леса в южно-центральной части острова. Леса, расположенные на высоте до 2500 метров над уровнем моря, отличает большое биологическое разнообразие и высокий уровень эндемизма. В 2010 году нагорья Центральной Шри-Ланки стали объектом Всемирного наследия ЮНЕСКО.

## Физико-географические характеристики
Нагорья Центральной Шри-Ланки представляют собой влажные горные леса на высоте более 1000 м над уровнем моря и включают центральный горный массив и горный хребет Наклс (англ. Knuckles Mountain Range), расположенный северо-восточнее. При средней высоте 1800 метров некоторые вершины центрального массива превышают 2500 метров. Горный хребет Наклс имеет среднюю высоту 1500 метров и ряд вершин выше 1800 метров. Почти все основные реки острова берут начало в этих горах.
Климат нагорья холоднее, чем в низменной части. Наблюдения показывают, что с ростом высоты на 100 метров температура воздуха в среднем падает на 0,5 °C. На больших высотах возможны ночные заморозки в зимний период. Ежегодная норма осадков составляет 2500—5000 мм. На юго-западных склонах наблюдается один сезон дождей с мая по сентябрь. На северо-восточных склонах добавляется второй сезон дождей с декабря по март.

## Флора и фауна
Количество эндемиков в горных лесах Центральной Шри-Ланки очень велико. Более половины эндемиков Шри-Ланки приходится на этот регион. На изолированном горном хребте Наклс присутствуют отдельные виды-эндемики.
Млекопитающие, которые встречаются преимущественно на территории нагорья, относятся к нескольким семействам: землеройковые (Suncus montanus, Feroculus feroculus, Crocidura miya, Solisorex pearsoni), мартышковые (Semnopithecus vetulus), виверровые (Paradoxurus zeylonensis), беличьи (Funambulus layardi, Funambulus sublineatus), мышиные (Petinomys fuscocapillus, Mus fernandoni, Vandeleuria nolthenii, Rattus montanus, Srilankamys ohiensis). В регионе также обитают занесённые в красную книгу леопарды (Panthera pardus kotiya).
Кроме того, на территории нагорья встречается 29 эндемиков-птиц.

## Охрана территории

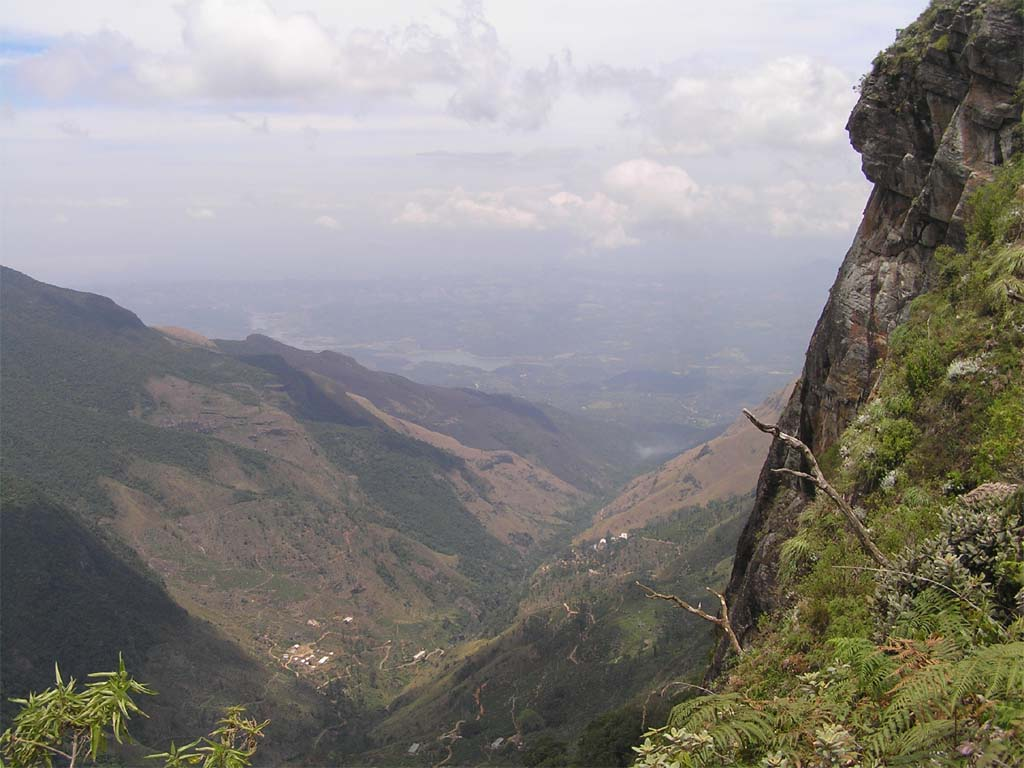
Национальный парк Хортон-Плейнс

Более 200 лет влажные леса вырубались под плантации чая. В настоящее время под защитой находятся островки леса общей площадью 457 км². Нагорья Центральной Шри-Ланки включают в себя следующие особо охраняемые природные территории (в скобках указана категория Международного союза охраны природы):
- Заповедный лес Наклс площадью 217 км² (IV);
- Охраняемая территория Пик Уайлдернесс площадью 120 км² (IV);
- Национальный парк Хортон-Плейнс площадью 20 км² (II).